# Pablo Abraira
Pablo Abraira (Madrid, 1 de juliol de 1949) és un cantant espanyol de balada romàntica i pop llatí especialment conegut pels seus treballs en cançó melòdica a la dècada dels 70 i les seves actuacions en musicals com Jesus Christ Superstar.

## Biografia
Va debutar al món de la cançó als anys seixanta del segle xx.
A una edat primerenca descobreix The Beatles, el pop, el soul, el blues i el rock, i comença el seu camí musical. Després de diversos anys i diversos grups, passa a ser solista del Los Grimm, de música blues, on coincideix amb Pedro Ruy Blas, i amb els qui grava el primer disc. Després va arribar “Frecuencia”. Té la seva primera experiència teatral en un musical anomenat Personajes.
És l'autor de nou àlbums, on cançons com O tú o nada, Gavilán o paloma i Pólvora mojada entre d'altres, van aconseguir ser Número 1.
En una recerca permanent de nous camins, sorgeix l'experiència teatral, i protagonitza el musical “Lovy”, (primer musical espanyol), on es revela com a actor, obtenint excel·lents crítiques. Des d'aquell moment, els productors dEvita fixen la seva atenció en Pablo, a qui proposen encarnar el Che Guevara. Els seus compromisos discogràfics a Hispanoamèrica li impedeixen acceptar el repte.
Fins que a principis de 1982, les circumstàncies li permeten encarnar el Che i portar als escenaris mundials el gran esdeveniment per al musical en llengua espanyola que va suposar Evita. La carrera de Pablo Abraira es trobava al seu moment àlgid. Després de la gira americana amb aquest musical, el 1984 sorgeix el projecte de tornar posar en marxa Jesus Christ Superstar estrenada nou anys abans per Camilo Sesto. Amb l'espectacle, viatge de nou a Hispanoamèrica.
El juny de 1994 forma part de la companyia del Centro Dramático Nacional, interpretant el personatge de “Polpoj” a “Marat-Sade”, dirigit per Miguel Narros, i més tard participa a La Magia de Broadway, al Teatro Lara de Madrid.
El 2004 publica el seu treball Ahora, coproduït amb Alfonso Pérez. Posteriorment, publica amb la Discográfica Universal 30 de febrero de 2006, amb cançons del seu primer i del seu darrer treball.
Durant el 2010, grava Weekend, una sèrie de programes dedicats al turisme alternatiu de cap de setmana.
El 2012 després de la presentació al Teatro Coliseum de Madrid Volvería a volver, continua de gira per diversos països llatinoamericans, entre ells Xile.
El juny de 2018 va tornar a actuar a Xile, aquesta vegada amb la cantant dominicana Ángela Carrasco.

## Discografia
- 30 de febrero (1977)
- Visiones (1978)
- Ciudad dormida (1979)
- Vida (1981)
- Canciones para adultos (1977-1981) (1981)
- Cuarto creciente (1983)
- Jesucristo Superstar (1984)
- Taller de sentimientos (1986)
- Grandes éxitos (1996)
- Causalidades (2000)
- Abraira ahora (2003)
- 30 de febrero de 2006 (2006)